# Isola La Scuola
La Scuola (La Schola in siciliano), o semplicemente Scuola, è un'isola posta nel territorio di Marsala, comune italiano del libero consorzio comunale di Trapani in Sicilia.

## Descrizione
La Scuola è la più piccola delle isole dello Stagnone (forma ovale di circa 80 × 50 m), collocata tra Mozia e l'Isola Grande. Durante il periodo romano vi era una scuola di retorica, dalla quale deriva il toponimo, dove tra l'altro si pensa che insegnasse Cicerone ai tempi in cui lui era questore della città lilibetana. Attualmente vi si trovano tre edifici degli anni trenta e una cisterna, il tutto in stato di abbandono. Edifici che venivano utilizzati durante la seconda guerra mondiale come lazzaretto per i malati infettivi. 
Di proprietà del comune di Marsala, da quando la acquistò dal marchese Sala Spanò nel 1936.
Nel dicembre 2015 nasce il Progetto Schola, con l'obiettivo di riqualificare l'isola.